# Megastomatohyla
A Megastomatohyla  a kétéltűek (Amphibia) osztályába és  a békák (Anura) rendjébe a levelibéka-félék (Hylidae) családjába és a Hylinae alcsaládba tartozó nem. Egy nemrégen történt felülvizsgálat eredményeképpen a Hyla nem négy faja került át ebbe a családba. Ezek a békafajok Costa Rica és Panama endemikus fajai.

## Rendszerezés
A nembe az alábbi 4 faj tartozik:
- Megastomatohyla mixe (Duellman, 1965)
- Megastomatohyla mixomaculata (Taylor, 1950)
- Megastomatohyla nubicola (Duellman, 1964)
- Megastomatohyla pellita (Duellman, 1968)